# Giverny
Giverny er en kommune i departementet Eure, som ligger i den franske region Normandie. Landsbyen af samme navn ligger ca. 5 km sydøst for stationsbyen Vernon ved biflodens Eptes indløb i Seinefloden. Position: 01°31'48" Ø; 49°04'37" N.
Området ved Giverny har været beboet siden yngre stenalder. Ved andre undersøgelser har man fundet grave fra den gallo-romerske tid, det tidlige 1. århundrede f.Kr. og det 2. århundrede e.Kr. Byen hed "Warnacum" i dokumenter fra romersk tid. Vindyrkning foregik siden merovingernes tid. Landsbykirken er opført i middelalderen i romansk stil, men senere tilbygninger har ændret helheden. Den er viet til Skt. Radegunde. Byen blev længe ved med at være et lille, landligt samfund med en fåtallig befolkning (der var 300, da Monet “opdagede” den i 1883). Nu har byen et opsving med de turister, der besøger Monets hus og have, og det har præget den i bund og grund.

## Claude Monet og Giverny
Claude Monet opdagede Giverny, da han så ud ad vinduet fra et tog. Han besluttede at flytte dertil og lejede et hus med et jordstykke. I 1890 havde han samlet penge nok til, at han kunne købe huset og grunden, og derefter gik han i gang med at skabe det storslåede haveanlæg, han ønskede at bruge som motiv i sine malerier. Nogle af hans mest kendte malerier som “Åkanderne” og billederne af den japanske bro stammer fra haven i Giverny. Monet boede i Giverny fra 1883 til sin død i 1926, og både han selv og flere af hans familiemedlemmer ligger begravet på landsbyens kirkegård.

## Bygningsværker
- Sognekirken viet den hellige Radegunde
- Det amerikanske kunstmuseum
- Maleren Claude Monets hus og have (museum).
- Det tidligere Hotel Baudy og dets rosenhave, hvor malerne mødtes.

## Årlige begivenheder
- Kammermusik i Giverny (en international kammermusikfestival fra slutningen af august til begyndelsen af september).

## Dødsfald
- Den 5. december 1926 døde Claude Monet i sit hjem i Giverny. Han var maler og blev én af grundlæggerne af impressionismen.